# Salvador Nava
Salvador Nava Martínez (San Luis Potosí, 7 april 1914 - aldaar, 18 mei 1992) was een Mexicaans politicus, medicus en activist.
Nava studeerde aan de Autonome Universiteit van San Luis Potosí en behaalde zijn doctoraat in de medicijnen aan de Nationale Autonome Universiteit van Mexico (UNAM). Hij werd oogheelkundige, eerst bij de spoorwegen en later in een ziekenhuis.
Hij begon zijn politieke carrière toen hij in 1959 een gooi deed naar het burgemeesterschap van zijn geboortestate San Luis Potosí, in een campagne die werd gesteund door de, Nationale Actiepartij (PAN). Destijds had de Institutioneel Revolutionaire Partij (PRI) welhaast een monopoliepositie op de macht, en in San Luis Potosí was het in bijzonder de lokale cacique Gonzalo N. Santos die de touwtjes strak in handen had. In die verkiezingen, in 1959, haalde hij meer dan tien keer zoveel stemmen als de PRI-kandidaat: een ongekende zege.
Hopend dit succes te prolongeren stelde hij zich twee jaar later kandidaat voor het gouverneurschap van San Luis Potosí. Hij nam het op tegen de PRI-kandidaat Manuel López Dávila. Nava's campagne werd op alle mogelijke manieren gedwarsboomd en toen hij en zijn aanhangers hiertegen protesteerden werden ze gevangengezet. Bij een treffen tussen aanhangers van Nava en de politie vielen zelfs doden. Uiteindelijk verloor Nava de verkiezingen, maar de algemene opvatting was dat er fraude in het spel was geweest. Nava bleef echter aanhouden en de protesten eindigden pas toen hij in februari 1963 gearresteerd en gemarteld werd.
In de decennia daarna vormde Nava het Frente Cívico Potosino (Burgerfront van Potosí) een politieke beweging die werd gesteund door onder andere de PAN, de Mexicaanse Democratische Partij (PDM) en een aantal andere organisaties. Nava vormde een doorn in het oog van de PRI en was een van de opvallendste critici van het regime. In 1981 deed hij opnieuw, gesteund door de PAN en PDM, een gooi naar het burgemeesterschap van San Luis Potosí. Ook dit keer wist hij te winnen; hij haalde twee keer zoveel stemmen als de PRI-kandidaat. In de jaren 80 brak het PRI-bolwerk langzaam maar zeker af, zodat Nava opnieuw wilde proberen gouverneur te worden. In 1991 was hij kandidaat voor de PAN, de PDM en zelfs de linkse Partij van de Democratische Revolutie (PRD). Wederom werd hem de zege door fraude onthouden. Wekenlange protesten van Nava's aanhangers hadden geen succes, hoewel de officiële winnaar van de gouverneursverkiezingen Fausto Zapata Loredo wel na twee weken aftrad en vervangen werd door een andere PRI-politicus.
Een half jaar later, in mei 1992, overleed Nava. Zijn begrafenis werd bijgewoond door duizenden inwoners van San Luis Potosí. Dr. Nava wordt in Mexico herinnerd als een groot voorvechter voor de democratie.
- Library of Congress Control Number: n93062459
- Virtual International Authority File: 53362551
- WorldCat: E39PBJy8tJxkff3q4HhmrDPqQq